# Metallyticus
Los metalitícidos (Metallyticidae) son una familia monotípica de mantis, solamente contiene un género, Metallyticus, que cuenta con cinco especies reconocidas científicamente. Viven principalmente en el sudeste asiático, las especies son de color oscuro y un tanto aplanado, la característica principal son sus colores y reflejos metálicos.

## Especies
- Metallyticus fallax
- Metallyticus pallipes
- Metallyticus semiaeneus
- Metallyticus splendidus
- Metallyticus violaceus